# Paul Koralek
Paul George Koralek (geboren 7. April 1933 in Wien; gestorben 7. Februar 2020) war ein britischer Architekt.

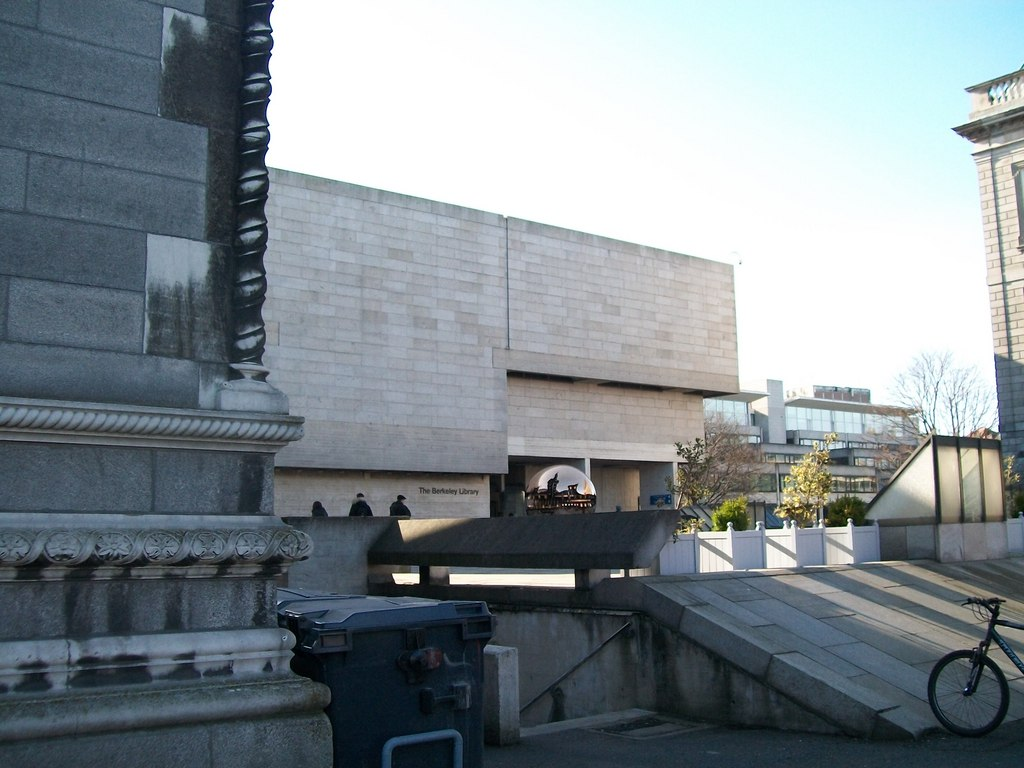
Eingang zur Berkeley Library, Dublin (Foto 2010)

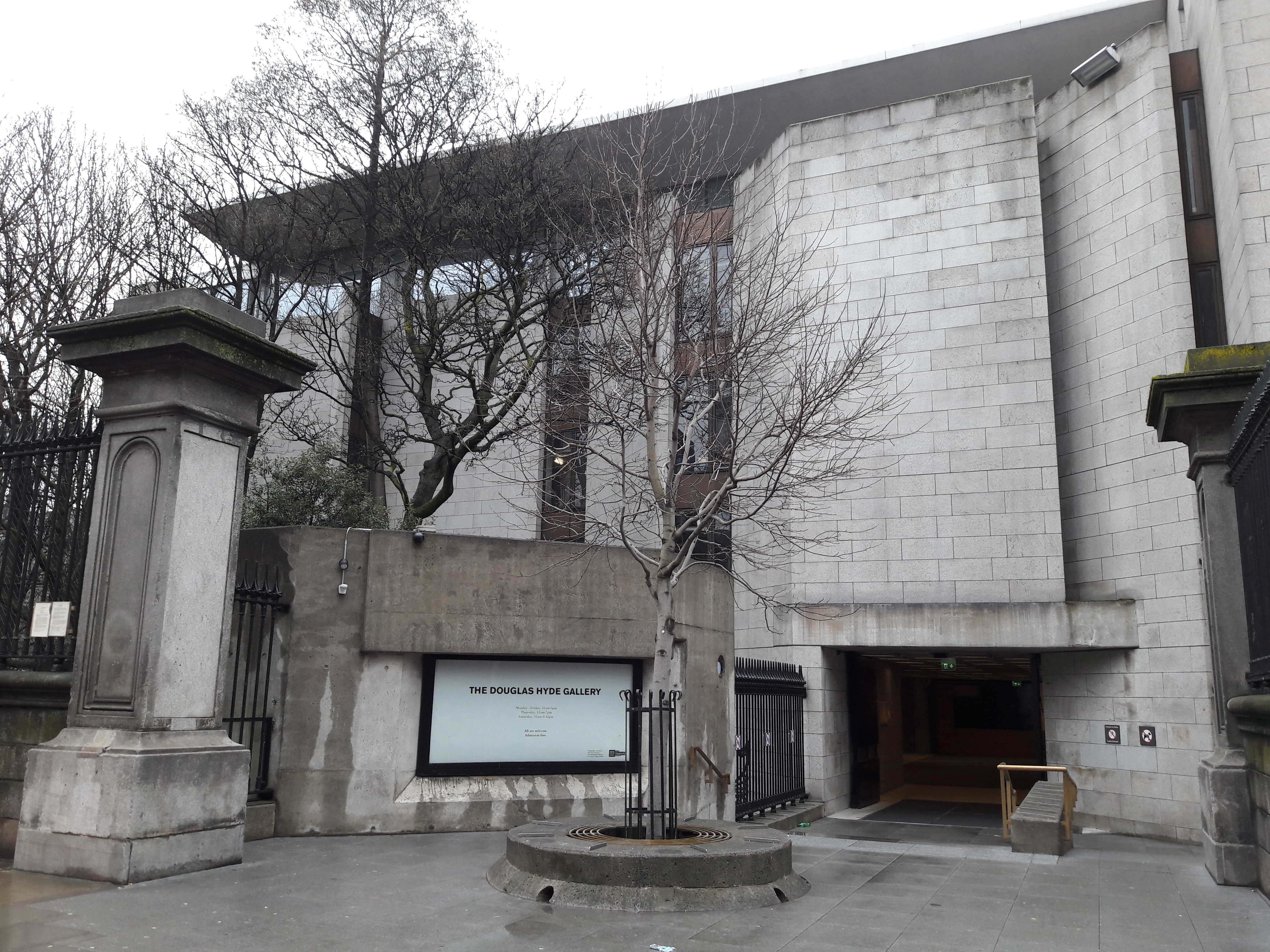
Douglas Hyde Gallery, Dublin (Foto 2017)

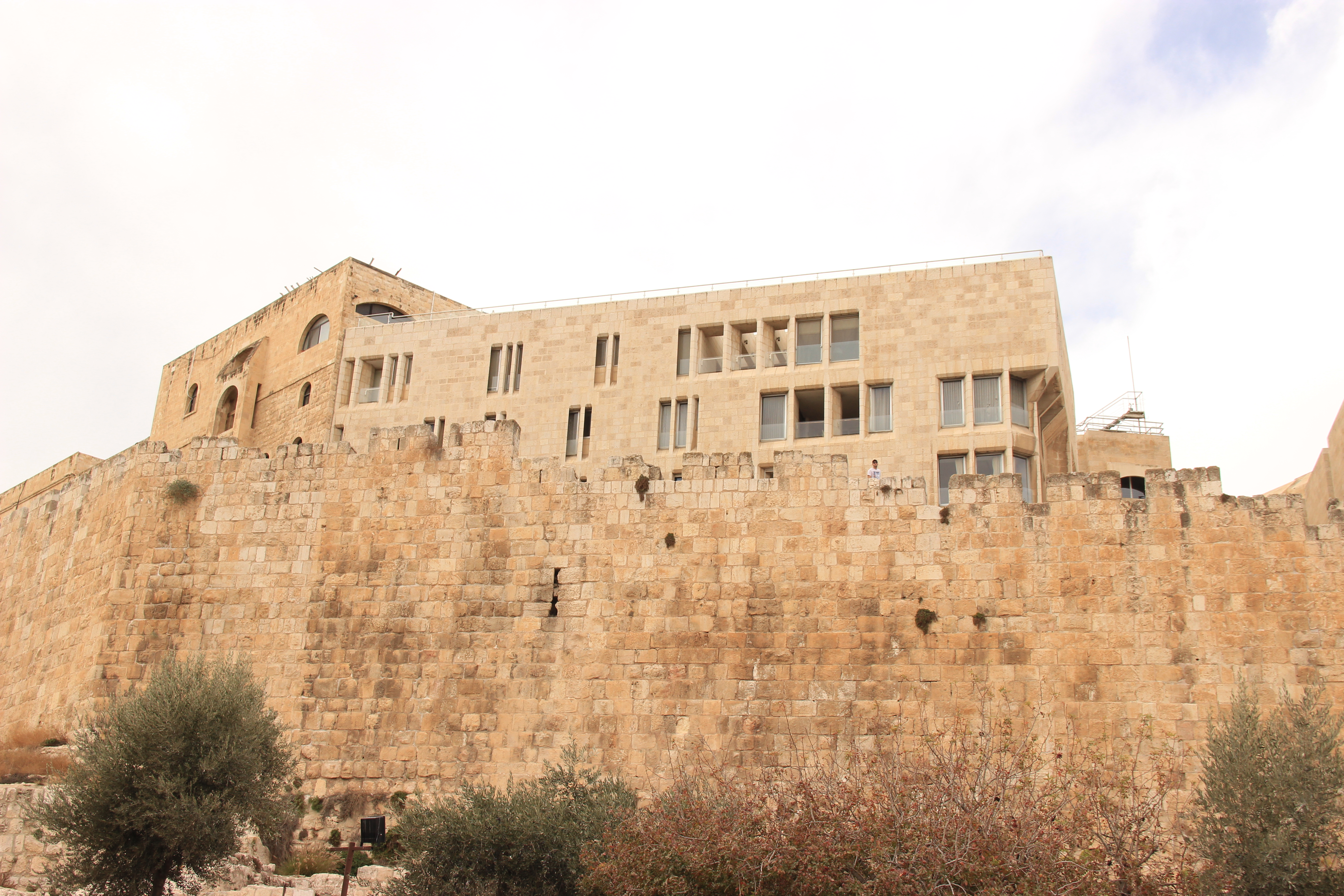
Haus Nebenzahl, Jerusalem (Foto 2014)

## Leben
Paul Georg Koraleks Eltern Ernst und Alice Koralek emigrierten nach dem Anschluss Österreichs 1938 nach England. Koralek besuchte die Aldenham School und studierte ein Jahr in Paris an der Sorbonne. Ab 1951 studierte er Architektur an der Architectural Association School of Architecture in London. Nach dem Examen 1956 arbeitete er zunächst bei Philip Powell, danach in New York bei Marcel Breuer. Mit seinen Studienkollegen Peter Ahrends und Richard Burton gründete er 1961 das Architekturbüro Ahrends, Burton und Koralek. Sie gewannen 1961 den Wettbewerb für den Ergänzungsbau der Berkeley-Library, der Bibliothek des Trinity College in Dublin, der auch ausgeführt wurde. Sie arbeiteten auch später wieder für das TCD und entwarfen 1969 das Kunstgebäude und in den 1990er Jahren die Zahnklinik. Koralek gilt als Architekt des Brutalismus.
Koralek wurde 1984 als Commander of the Order of the British Empire (CBE) geehrt.
Koralek heiratete die spätere Kinderbuchautorin Jennifer Chadwick, sie hatten drei Kinder.